# Yim Ving-tsun
Yim Wing-chun o Yim Ving-tsun, en cantonès, és un personatge llegendari xinès. Va ser la primera alumna de la monjo budista Chan (Shaolin) "Mg Mui", creadora del sistema pur que es basava en garulla i serp de Shaolin, adaptat a postures de descompressió i una guàrdia defensiva contra ofensiva. Mg Mui li ensenya a Wing-Chun el sistema amb la finalitat de que venci al seu trompellot promès, ella adopta el sistema per ensenyar-ho al poble, que ho bateja Wing-Chun (Vin-Tsun en traducció al cantonès) en honor de la primera que el va ensenyar al públic.
Leung Bok-chau, marit de Yim Wing-chun, va aprendre el sistema uns anys després.
En la nostra era, va ser el Patriarca Ip Man qui va realitzar la transliteració del nom xinès a l'alfabet occidental, escrivint-ho com Ving Tsun. Ip Man també va crear l'Associació de Ving Tsun en Hong Kong que porta aquest nom, Ving Tsun.
En l'actualitat, el Ving Tsun és conegut també pels noms Wing Tsun o Wing Chun, modificacions fetes per alguns deixebles d'Ip Man en morir est.
No obstant això, el Gran Maestro Moy Yat, deixeble destacat del Patriarca Ip Man, ha mantingut intacta la puresa d'aquest art, tant del nom com del sistema que s'ensenya a les escoles de tots els seus deixebles. De fet, la Moy Yat Ving Tsun és possiblement la línia successòria del Patriarca Ip Man que major prestigi té a tot el món, hagut de precisament al fet que el Ving Tsun que s'ensenya en ella, preserva la puresa de l'original transmès com a Gran Llegat Cultural per Ip Man.